# Tafalla
Tafalla [taˈfaʎa] ist eine navarrenische Stadt in Spanien. Sie liegt 35 km südlich von Pamplona in einer fruchtbaren Ebene am Río Zidacos, einem rechten Nebenfluss des Aragón, und hat 10.778 Einwohner (Stand: 2024). Tafalla erhielt 1636 das Stadtrecht. Heute ist sie das Zentrum der Comarca und Mittel-Navarras.

## Kultur
In der sogenannten Ciudad del Zidacos, oder auch Tubala (während der römischen Herrschaft), steht die romanische Kirche Santa María. In der Kirche befinden sich der Altar mit einem Aufsatz von Juan de Ancheta sowie den Steinmetzarbeiten des Chores aus dem Jahr 1760 und eine unvollendete Skulptur aus dem 15. Jahrhundert.
Es gibt noch eine ältere Kirche, San Pedro, deren Existenz bereits im Jahr 1157 dokumentiert wurde. Sie hat ein Portal mit fünf Spitzbögen. In ihrem Inneren befindet sich ein gotischer Altaraufsatz, der dem Maler Joaquín Oliveras zugeschrieben wird.
Die Klöster Purísima Concepción und San Francisco besitzen einige künstlerisch wertvolle Arbeiten.
Es gab auch eine Burg aus dem 15. Jahrhundert, die auf Anordnung Karl III. von Navarra erbaut und auf Anweisung Kardinal Cisneros zerstört wurde.

## Politik
| Partei                              | 2011      | 2011  | 2007      | 2007  |
| Partei                              | Stimmen % | Sitze | Stimmen % | Sitze |
| Unión del Pueblo Navarro (UPN)      | 34,93 %   | 7     | 36,01 %   | 7     |
| Bildu                               | 30,45 %   | 6     | –         | –     |
| PSOE                                | 17,83 %   | 3     | 19,19 %   | 4     |
| Iniciativa por Tafalla (IT)         | 5,06 %    | 1     | 11,13 %   | 2     |
| Na-Bai                              | 1,81 %    | 0     | 13,52 %   | 2     |
| Acción Nacionalista Vasca (EAE-ANV) | –         | –     | 13,96 %   | 2     |
| Quelle: Spanisches Innenministerium |           |       |           |       |

| Amtszeit  | Bürgermeister                | Partei   |
| --------- | ---------------------------- | -------- |
| 1979–1983 | Javier Baztán Gorría         | APE      |
| 1983–1987 | Pablo Jurío                  | PSN–PSOE |
| 1987–1991 | Pablo Jurío                  | PSN-PSOE |
| 1991–1995 | José Iribas Sánchez de Boado | UPN      |
| 1995–1999 | Luis Valero Erro             | UPN      |
| 1999–2003 | Luis Valero Erro             | UPN      |
| 2003–2007 | María Teresa Mañú Echaide    | PSN-PSOE |
| 2007–2011 | Cristina Sota Pernaut        | UPN      |
| 2011–0000 | Cristina Sota Pernaut        | UPN      |

## Persönlichkeiten
- Florentina Nicol Goñi (1868–1940), Ordensgründerin und Selige der katholischen Kirche
- Carlos Solchaga (* 1944), Wirtschaftswissenschaftler, Hochschullehrer und Politiker